# XI округ (Будимпешта)
XI округ (мађ. XI. kerület) или Ујбуда (мађ. Újbuda) је један од 23 округа Будимпеште.